# André Laignel
André Laignel (ur. 4 grudnia 1942 w Paryżu) – francuski polityk, prawnik, samorządowiec, deputowany krajowy, poseł do Parlamentu Europejskiego.

## Życiorys
Uzyskał licencjat z zakresu nauk prawnych, następnie dyplomy DES z prawa publicznego i nauk politycznych, a także stopień doktora prawa. Pracował jako wykładowca akademicki. Zaangażował się w działalność Partii Socjalistycznej, był skarbnikiem PS oraz sekretarzem krajowym tej partii ds. planowania. W 1977 objął urząd mera Issoudun, wybierany na kolejne kadencje (w tym w 2020).
Od 1976 do 2004 był radnym departamentu Indre, od 1979 do 1985 przewodniczącym rady. W latach 1981–1988 zasiadał w Zgromadzeniu Narodowym. Na przełomie lat 80. i 90. pełnił funkcję sekretarza stanu w różnych resortach.
Od 1994 do 1999, później formalnie przez kilka dni na przełomie marca i kwietnia 2001, a także w latach 2004–2009 sprawował mandat posła do Parlamentu Europejskiego. Był członkiem grupy socjalistycznej, pracował m.in. w Komisji Budżetowej oraz Komisji ds. Rolnictwa i Rozwoju Wsi (IV kadencja), a także w Komisji Kultury i Edukacji (VI kadencja).
Powoływany na sekretarza generalnego oraz pierwszego wiceprzewodniczącego zrzeszającej francuskich burmistrzów organizacji Association des maires de France.